# Stenotomus caprinus
Stenotomus caprinus är en fiskart som beskrevs av Jordan och Gilbert 1882. Stenotomus caprinus ingår i släktet Stenotomus och familjen havsrudefiskar. Inga underarter finns listade i Catalogue of Life.